# 47 v.Chr.

SPQR vóór Pompeius en Caesar
Veroveringen door Pompeius
Veroveringen door Caesar
Vazalstaten

Het jaar 47 v.Chr. is een jaartal in de 1e eeuw v.Chr. volgens de christelijke jaartelling.

## Gebeurtenissen

### Italië
- In Rome worden Quintus Fufius Calenus en Publius Vatinius, door de Senaat gekozen tot consul van het Imperium Romanum.
- Winter - In de Romeinse burgeroorlog van 49-45 v.Chr. vertrekt Julius Caesar vanuit Sicilië met een Romeins expeditieleger (6 legioenen) naar Noord-Afrika. Door storm wordt de vloot uiteen gedreven en Caesar landt in Hadrumetum (Tunesië). Hij kan de stad niet innemen en trekt verder naar Ruspina, waar hij zijn winterkamp opslaat.

### Egypte
- Beleg van Alexandrië: De Romeinen slaan de aanvallen op het paleis af, de Romeinse vloot onder bevel van Gnaeus Domitius Calvinus doorbreekt de Egyptische blokkade bij Pharos van Alexandrië.
- Mithridates van Pergamon valt Neder-Egypte binnen en verslaat in de Slag bij de Nijl, het Egyptische leger onder leiding van Ptolemaeus XIII Theos Philopator. Julius Caesar herstelt de macht in Alexandrië en Cleopatra VII bestijgt opnieuw als co-regentes met haar 13-jarige broer Ptolemaeus XIV de troon.
- 23 juni - Cleopatra VII baart Ptolemaeus XV Caesarion "kleine Caesar", Julius Caesar maakt zijn zoon tot erfgenaam van het Egyptische Rijk.

### Palestina
- Herodes, een zoon van Antipater, wordt aangesteld als adviseur van Hyrkanus II en belast met het bestuur van Galilea.

### Klein-Azië
- Slag bij Zela: Het Romeins leger (4 legioenen) onder bevel van Julius Caesar, verslaat Pharnaces II bij de vestingstad Zela. Na de veldslag schrijft Caesar in een brief de bekende Latijnse uitspraak: "Veni, vidi, vici" (Ik kwam, zag en overwon).

## Geboren
- Marcus Antonius Antyllus (~47 v.Chr. - ~30 v.Chr.), zoon van Marcus Antonius
- Ptolemaeus XV Caesarion (~47 v.Chr. - ~30 v.Chr.), zoon van Gaius Julius Caesar

## Overleden
- Gaius Licinius Macer Calvus (~82 v.Chr. - ~47 v.Chr.), Romeins redenaar en dichter (35)
- Ptolemaeus XIII Theos Philopator (~62 v.Chr. - ~47 v.Chr.), farao van Egypte (15)